# شريان جبهي حجاجي
شريان جبهي حجاجي (بالإنجليزية: Orbitofrontal artery)‏‏ هو شريان يتفرعُ من شريان مخي أمامي.